# Neumann Ármin
Neumann Ármin (Nagyvárad, 1845. február 14. – Budapest, 1909. január 31.) magyar ügyvéd, jogi író, egyetemi tanár, udvari tanácsos, országgyűlési képviselő.

## Életpályája
Édesapja Neumann Jakab Sámuel, szigorúan vallásos ember volt. Édesanyja révén a Nagyváradon előkelő szerepet betöltő Kurbinder-családdal állott rokonságban. Jó ideig ingadozott, világi vagy egyházi pályát válasszon-e. Deutsch Dávid, a híres balassagyarmati rabbitól tanult, azután Poroszlóban volt a rabbiszeminárium növendéke, Kohut Sándorral együtt. Közben a bécsi egyetemen jogot hallgatott, ami nagy hatással volt rá és később Berlinben folytatta e tanulmányait, majd Pécsett, végül Budapesten 1868-ban szerezze meg a jogtudori diplomát.

Hazai és külföldi tanulmányok után 1869–1884 között vidéken (Pápa, Székesfehérvár), 1884–1909 között pedig Budapesten volt ügyvéd. 1882-ben a budapesti egyetemen a kereskedelmi és váltójog magántanára lett. 1887–1903 között a szabadelvű párt országgyűlési képviselője volt Bereck városában (ma Bretcu, Románia). Képviselő korában az üzletátruházásról szóló törvényjavaslatról és a magánbiztosítási vállalatokról írt tanulmányaival keltett föltűnést. Jogi vagy pénzügyi kérdésekben rendszeresen kikérték véleményét.
1889-től egyetemi rendkívüli tanárként dolgozott. 1898-ban a kodifikacionális bizottság tagja lett. Ebben a minőségben szerzett érdemei elismeréséül kapta az udvari tanácsosi címet. Mikor 1903-ban berecki mandátumát letette, a város díszpolgárává választotta. Ekkortól visszavonult a politikától és nagyobbrészt a jótékonyságnak és a közművelődésnek élt. Az Izraelita Kézmű- és Földmívelési Egyesület elnöke volt, melyhez 18 évi tevékenység fűzte. A pesti hitközségnek és chevra kadisának választmányi tagja s az alapítványi ügyosztálynak (Kornfeld mellett) alelnöke, a VI. izraelita községkerületnek pedig bírósági elnök volt. Továbbá tagja volt a főváros törvényhatósági bizottságának és számos pénzintézet igazgatóságának.
1899-től a földművelés képző terén nagyobb tevékenység fejtetett ki. Több zsidó ifjú került az egyesület támogatásával földműves-iskolákba s mindannyi kitűnően bevált a gyakorlati életben is. Budapesten pedig az ő kezdeményezésére alakult meg a Magyar Izraelita Kézmű- és Földmívelési Egyesület (MIKÉFE) kertészképző telepe, mely vezetésével dr. Kohner Adolfot bízta meg (megnyitása 1909-ben, ünnepélyes felavatása azonban csak 1912 május 19-én, az egyesület fennállásának hetvenedik jubileumán volt).
Nejét, akinek családi neve Ries, Bécsben ismerte meg és vezette oltár elé. Miután Székesfehérvárra költöztek, a nagy műveltségű asszony hamarosan egyik vezéralakja lett a társadalmi és emberbaráti mozgalmaknak, ami fellendítette férje irodáját. Itt írta 7 év alatt meg főművét, a magyar kereskedelmi törvény magyarázatát, mely 3 vaskos kötetből áll. Ezen műve elismeréséül 1882-ben habilitálták a budapesti egyetemen a kereskedelmi és váltójog magántanárául.

## Emlékezete
Sírja a Kozma utcai izraelita temetőben található (5-1-14.).

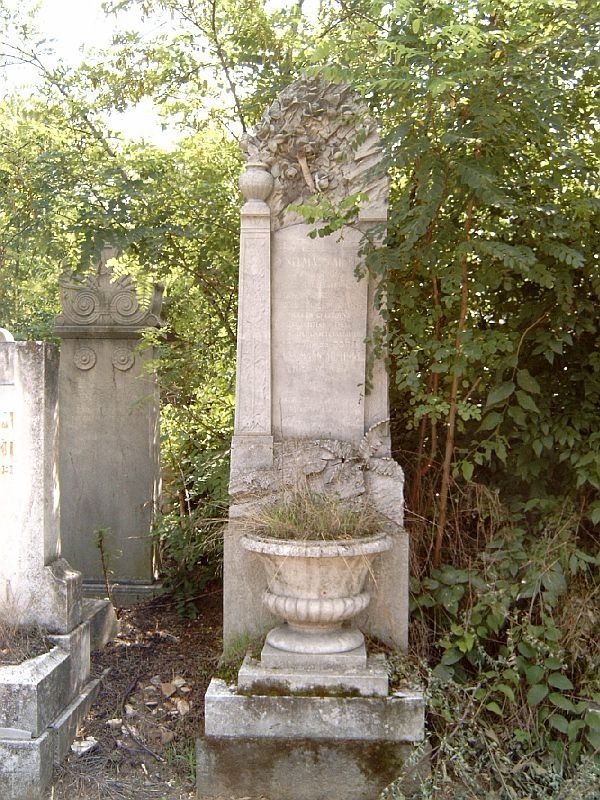
Neumann Ármin ügyvéd, jogi író sírja Budapesten. Kozma utcai izraelita temető: 5-1-14.

## Magánélete
Felesége Ries Amália volt.

## Művei
- A kereskedelmi törvény magyarázata (I – III. Budapest, 1878-1882)
- Az életbiztosítás lényege és jogi természete (Budapest, 1881)
- A biztosítási ügylet (Budapest, 1882)
- A korlátolt felelősségre alakult társaságok (Budapest, 1889)
- Valutánk rendezéséről (Budapest, 1891)
- A védjegyek oltalmáról szóló törvény magyarázata (Budapest, 1892)